# Marmaverken
Inte att förväxla med Marma.
Marmaverken är en tätort i Söderhamns kommun, Gävleborgs län. Bebyggelsen var fram till 2015 avgränsad som en separat tätort, men blev då sammanvuxen med den i Marmaskogen och Söderala. Från 2018 utgör området åter en egen tätort.

## Historia
År 1854 togs initiativ ett sågverk vid sjön Marmen i Hälsingland, vilket startades året därpå och 1858 ombildades av industrimannen Samuel Godenius till Marma Sågverks AB. Detta blev inledningen till en betydande industriepok. Företaget uppgick 1933 i Marma-Långrörs AB och från 1964 i Korsnäs-Marma AB, vilket fortlevde intill 1989. På 1950-talet var ortens fotbollslag, Marma IF, ett av Sveriges bästa och var nära att gå upp i Allsvenskan 1959.

### Befolkningsutveckling
| Befolkningsutvecklingen i Marmaverken 1950–2020                                                                                                  | Befolkningsutvecklingen i Marmaverken 1950–2020 | Befolkningsutvecklingen i Marmaverken 1950–2020 | Befolkningsutvecklingen i Marmaverken 1950–2020 | Befolkningsutvecklingen i Marmaverken 1950–2020 |
| --- | ----------------------------------------------- | ----------------------------------------------- | ----------------------------------------------- | ----------------------------------------------- |
| |                                                 |                                                 |                                                 |                                                 |
| År |                                                 |                                                 | Folkmängd                                       | Areal (ha)                                      |
| 1950 | 1950                                            |                                                 | 1 025                                           |                                                 |
| 1960 | 1960                                            |                                                 | 1 003                                           |                                                 |
| 1965 | 1965                                            |                                                 | 944                                             |                                                 |
| 1970 | 1970                                            |                                                 | 906                                             |                                                 |
| 1975 | 1975                                            |                                                 | 777                                             |                                                 |
| 1980 | 1980                                            |                                                 | 660                                             |                                                 |
| 1990 | 1990                                            |                                                 | 542                                             | 110                                             |
| 1995 | 1995                                            |                                                 | 511                                             | 110                                             |
| 2000 | 2000                                            |                                                 | 421                                             | 110                                             |
| 2005 | 2005                                            |                                                 | 416                                             | 110                                             |
| 2010 | 2010                                            |                                                 | 371                                             | 112                                             |
| 2018 | 2018                                            |                                                 | 324                                             | 75                                              |
| 2020 | 2020                                            |                                                 | 344                                             | 86                                              |
| Anm.: Namnändring 1980 från Marma till Marmaverken. Uppgick 2015 i tätorten Marmaskogen och Söderala. Utbruten ur Marmaskogen och Söderala 2018. |                                                 |                                                 |                                                 |                                                 |